# Zabrody (województwo świętokrzyskie)
Zabrody – wieś w Polsce położona w województwie świętokrzyskim, w powiecie włoszczowskim, w gminie Krasocin.
| SIMC    | Nazwa       | Rodzaj    |
| ------- | ----------- | --------- |
| 0246267 | Gościniec   | część wsi |
| 0246273 | Leśniczówka | część wsi |

W latach 1975–1998 miejscowość administracyjnie należała do województwa kieleckiego.